# تالوفوفو
تالوفوفو (به انگلیسی: Talofofo, Guam) یک روستا در کشور گوآم است.

## خصوصیات
تالوفوفو ۳٬۰۵۰ نفر جمعیت دارد.